# Carex incisa
Espèce
Classification phylogénétique
Carex incisa est une espèce de plantes du genre Carex et de la famille des Cyperaceae.